# ویلیام آیاش
ویلیام آیاش (به فرانسوی: William Ayache) بازیکن فوتبال و مدافع اهل فرانسه است که از سال ۱۹۸۳ تا ۱۹۸۸ میلادی عضو تیم ملی فوتبال فرانسه بوده‌است. وی در ۲۰ بازی ملی حضور داشته است و در بازی‌های ملی‌اش گلی به ثمر نرساند.